# Grad Brdo pri Lukovici
Grad Brdo pri Lukovici (nemško Egkh) je stal v istoimenskem naselju v Občini Lukovica.

## Zgodovina
Današnja arhitekturna (zunanja) podoba gradu, požganega med 2. svetovno vojno, sega v 16. stoletje, ko ga je začel graditi vitez Janez Lamberg (nad portalom je vzidana plošča z napisom in rodbinskim grbom iz leta 1552), dokončal pa ga je njegov sin Andrej pl. Lamberg. Rodbina Lamberg je v okolici posedovala še gradove Črnela, Češenik, Jablje, stari Mengeški grad in grad Zaprice pri Kamniku. Leta 1622 so Lambergi grad dali v zakup Antonu Pečoviču, dve leti kasneje pa ga je prevzel Jožef Taller, ki ga je nato tudi odkupil. Po njegovi smrti ga je podedoval grof Ludvik Hohenwart, ki ga je leta 1670 prodal baronu Ernestu F. Apfalternu. Njegov sin Janez Gottfried Apfaltrer ni imel moških potomcev, zato je leta 1740, grad ponovno kupil predstavnik rodbine Lamberg (grof Bernard F. Lamberg), ki ga je kasneje izročil svojemu sinu F. Adamu. Njegov naslednik Janez Nepomuk Lamberg ga je prodal dr. Janezu Burgerju, katerega dedinja, hči Ivana poročena Höffern je ostala lastnica do leta 1879. V času od 1867 do druge svetovne vojne je bilo v gradu okrajno sodišče, notariat, davčni urad (do 1930), v kleti pa zapori. V gradu se je Berti Höffern in očetu Jožetu Kersniku leta 1852 rodil slovenski pisatelj, notar in politik Janko Kersnik (1852–1897), ki je bil med letoma 1883 in 1897 tudi njegov lastnik. Leta 1911 je grad s posestvom podedoval njegov sin Anton Kersnik.
Spomladi leta 1943 so partizani, da ne bi služil za okupatorsko postojanko, grad požgali, po vojni pa oblasti lastnikom niso dovolile obnove, tako da se je stavba, ki je bila brez strehe, postopno sesula sama vase, ostali so samo zunanji zidovi (danes prenovljeni po konservatorskem programu iz leta 1994) in nekatere notranje stene.